# Caritas Schweiz
Caritas Schweiz ist ein Hilfswerk mit Hauptsitz in Luzern.

## Geschichte und Tätigkeit
Das Hilfswerk wurde 1901  gegründet. Es ist Mitglied von Caritas Internationalis, einem Netzwerk, dem weltweit Organisationen in 162 Ländern angehören, sowie der regionalen Struktur Caritas Europa. 
Im Ausland leistet Caritas Schweiz Nothilfe nach Katastrophen sowie nachhaltige Entwicklungszusammenarbeit in rund 20 Ländern. In der Schweiz betreut Caritas vorwiegend im Auftrag der öffentlichen Hand Asylsuchende und anerkannte Flüchtlinge. Zudem setzt sich Caritas Schweiz gemeinsam mit 16 eigenständigen regionalen Caritas-Organisationen ein für Menschen, die in der Schweiz von Armut betroffen sind. Caritas Schweiz trägt darüber hinaus mit ihren Studien und Positionspapieren zu sozialen, migrations- und entwicklungspolitischen Fragen dazu bei, dass gesellschaftliche Probleme wahrgenommen werden, und zeigt entsprechende Lösungswege auf.
Präsidentin der Caritas Schweiz ist Monika Maire-Hefti. Die Vertretung der Mitarbeitenden wird gemäss der Vereinbarung zur Sozialpartnerschaft seit 1995 durch den Personalverband in Sozialpartnerschaft mit der Geschäftsleitung wahrgenommen.

## Direktoren (Caritassekretäre)
- 1919–1922: Innozenz Räber
- 1922–1941: Wilhelm Kissling
- 1941–1950: Giuseppe Crivelli
- 1950–1953: Alfons Fuchs
- 1954–1964: Albert Studer-Auer
- 1964–1971: Peter Kuhn
- 1971–1991: Fridolin Kissling
- 1991–2008: Jürg Krummenacher
- 2008–2020: Hugo Fasel
- 2021–2021: Peter Marbet
- seit April 2022: Peter Lack[6]

## Caritaspräsidenten
- 1901–1904: Rufin Steimer
- 1905–1909: Wilhelm Meyer
- 1909–1925: Franz Josef Bühler
- 1925–1927: Emil Pestalozzi-Pfyffer
- 1927–1943: Anton Auf der Maur
- 1943–1954: Karl Wick
- 1954–1969: Fritz Spieler
- 1969: Emil Tscherrig
- 1970: Theodor Waldesbühl
- 1971–1977: Enrico Franzoni
- 1977–1987: Elisabeth Blunschy-Steiner
- 1987–1997: Vital Darbellay
- 1997–2012: Fulvio Caccia
- 2012–2021: Mariangela Wallimann-Bornatico
- 2021–2022: Claudius Luterbacher
- seit Januar 2023: Monika Maire-Hefti[7]